# کامرون ردیش
کامرون ردیش (انگلیسی: Cam Reddish؛ زادهٔ ۱ سپتامبر ۱۹۹۹) بازیکن بسکتبال اهل ایالات متحده آمریکا است.
از باشگاه‌هایی که در آن بازی کرده‌است می‌توان به بسکتبال مردان دوک بلو دولز اشاره کرد.
وی در مسابقات کشوری و بین‌المللی در مجموع برندهٔ ۱ مدال برنز شده‌است.